# Kolozsvári metró
A kolozsvári metró tervezett metróhálózat, amelyet Kolozsváron és Szászfenesen javasolnak megvalósítani. Ha elkészül, ez lesz Románia második metróhálózata a bukaresti után. A tervek szerint a hossza 20 kilométer lesz, 19 föld alatti állomással, egy föld alatti depóval.
A létesítmény költsége több mint 2 milliárd euró lesz, a kivitelezés mintegy 128 hónapig tart. A közlekedési minisztérium részéről 2022. decemberben írták alá a több mint 13 milliárd lej értékű finanszírozási szerződést, és az első szakasznak 2026-ig kell elkészülnie. A tervek szerint a metrót 2031-ben helyezik üzembe.
A Magyar Közlekedési Klub értékelése szerint a projekt valójában státusszimbólum, nem a közlekedési problémákra adott válasz. Ezt arra alapozzák, hogy sem a város vasútállomásait, sem repülőterét nem érinti, és egyik végpontján sem kapcsolódik a vasúti vagy autóbusz-hálózatokhoz, amelyek ráhordhatnák az utasokat.

## Története

### Előzményei
Már a 2010-es évek kezdetétől téma volt a közlekedési helyzet normalizálása, ekkor szóba jött a villamosvonalak meghosszabbítása, illetve egy függővasút vagy egysínű vasút építése a Kis-Szamos mentén. Az egysínű vasút ötlete már korábban felmerült, az 1980-as években is készült egy ilyen terv. 2013-ban a város költségvetésébe bekerült az egysínű vasút megvalósíthatósági tanulmánya, de ezt a pénzt végül nem használták fel.
2015. szeptemberben a város polgármestere, Emil Boc elutasította a metróhálózat építésének ötletét, részben a magas, általa 5 milliárd euróra becsült költségek miatt, részben pedig a lakosság viszonylag alacsony száma miatt. A következő években a téma továbbra is felszínen maradt, és 2017. szeptemberben Boc újból felvetette a metró ötletét azzal, hogy az elkövetkező 10–15 évben megépülhetne a Szászfenes–Apahida metró. Ebben az időben Boc úgy vélte, hogy a város lakossága növekedőben van, és ez alátámasztja a metróépítés tervét.

### Előkészítése
Az első lépések 2018-ban történtek, amikor a városi költségvetésben szerepelt egy tétel a metró megvalósíthatósági tanulmányára. 2018. áprilisban Emil Boc polgármester bejelentette, hogy több japán cég érdeklődik a kolozsvári metró tervezése és építése iránt. 2019. júniusban pályázatot írtak ki a metró és egy Gyalu–Szászfenes–Kolozsvár–Kisbács–Apahida–Zsuk–Bonchida helyi érdekű vasút  (Kolozsvári helyiérdekű vasút) megvalósíthatósági tanulmányára. Öt pályázó tett ajánlatot a kért dokumentáció elkészítésére:
- SWS Engineering Spa (Olaszország) – SYSTRA (Franciaország) – Metrans Engineering SRL (Románia),
- Explan SRL (Románia) – Dr. Sauer & Partners (Egyesült Királyság),
- Metroul SA (Románia) – PADECO Co., LTD (Japán),
- Eurocerad Internațional SRL (Románia) – 3TI Progetti (Olaszország) – Ingegneria Integrata S.p.A (Olaszország),
- Egis Rail SA.

2019. októberben kihirdették a pályázat nyertesét, amely az SWS Engineering Spa – SYSTRA – Metrans konzorcium lett, azonban a Metroul SA fellebbezett a döntés ellen, és a Consiliul Național pentru Soluționarea Contestațiilor (CNSC, Fellebbezéseket Elbíráló Nemzeti Tanács) 2019. november 8-án úgy döntött, hogy az SWS Engineering–Systra–Metrans ajánlatát ki kell zárni az eljárásból. A döntés nyomán a Metroul– PADECO társulás nyerte el a megbízást, de a kolozsvári polgármesteri hivatal és az SWS Engineering–SYSTRA–Metrans konzorcium megtámadta a döntést a fellebbviteli bíróságon, és a bíróság 2020. márciusban a javukra ítélt. 2020. április 23-án aláírták a megvalósíthatósági tanulmány elkészítésére vonatkozó szerződést, melynek értéke 35,9 millió lej volt.
2021. júniusban Emil Boc bejelentette, hogy a metró építési munkálatai 2023-ban kezdődhetnek el. Közzétették a metró 19 tervezett állomásának elnevezését is, azzal, hogy 2026-ig 9 állomás készül el. 2022. augusztusban a polgármester bejelentette, hogy ideiglenesen felfüggesztik a beruházási eljárást, mivel az építőanyagok árának emelkedése miatt szükségessé vált a költségvetés és a műszaki tartalom felülvizsgálata.
2022. december 29-én aláírták a metró finanszírozási szerződését. Az első szakasznak, amely 9,16 kilométert és 9 állomást valamint egy depót tartalmaz, 2026. augusztus végére kell elkészülnie. A második szakaszban 11,87 kilométernyi vonalat kell megépíteni. A szerződés szerint a 2,77 milliárd euróra becsült összköltségből kb. 2,5 milliárdot az állami költségvetés, 300 milliót a helyreállítási alapból származó kölcsön, 10 milliót pedig a városi költségvetés fedez.

### Építése
2023. májusban írták alá a metró tervezési és kivitelezési szerződését a török Gülermak, a francia Alstom és a román Arcada cégek alkotta konzorcium képviselőivel. 2023. decemberben jóváhagyták 486 ingatlan kisajátítását a metróépítés érdekében. Szintén 2023. decemberben kellett volna elkezdődnie a régészeti feltárásnak a metró nyomvonalán, de ez várhatóan 2024. márciusig csúszik. Az építési engedélyt 2024 májusában adta ki a Kolozs Megyei Tanács, bár a sietséget a sajtó a választási kampány számlájára írta. Eközben a helyreállítási alap forrásainak lehívásához szükséges mérföldkövek egy részének teljesítése ellehetetlenült, ami bizonytalanságokat okozott a projekt finanszírozásában.
A 2024 szeptemberében elkészült fúrópajzsok decemberben érkeztek meg a szászfenesi építési területre. A 2025-ös országos költségvetés 310 millió lejt (a korábban tervezett nagyjából felét) allokálta a projektre, mely év elején a kivitelezés műszaki előkészítésénél tartott.

## Tervezett jellemzői

### Nyomvonal
A tervezett nyomvonal és az állomások neve a következő (zárójelben a metróállomáshoz közeli objektumok):
- Nyugati szakasz:

1. Țara Moților (Szászfenes-Nyugat)
2. Teilor (Szászfenes-Központ)
3. Copiilor (Szászfenes-Kelet)
4. Sănătății (leendő regionális sürgősségi kórház)
5. Prieteniei (VIVO! Központ),

- Központi szakasz:

1. Natura Verde (Colina park – Bucium)
2. Monostor (Kalános utca)
3. Sfânta Maria (Str. Câmpului)
4. Florilor (Agronómia)
5. Sportului (Sala Polivalentă, Kolozsvár Aréna)
6. Fő tér
7. Bocskai tér
8. Armonia
9. Mărăști tér

- Keleti szakasz /  Szentgyörgyhegyi úti ág:

1. Transilvania (Expo Transilvania)
2. Viitorului (Piața IRA, csatlakozás a helyi érdekű vasúthoz)
3. Muncii (Szentgyörgyhegyi út),

- Keleti szakasz / Szopori ág:

1. Cosmos (Tóköz, Iulius Mall)
2. Europa Unită (Szoporinegyed)

### Vonatok
A metró light rail rendszerű lesz, föld alatti állomásokkal, 51 méter hosszú teljesen automatizált szerelvényekkel, amelyek 90 másodpercenként közlekednek. A metró csúcsidőben irányonként és óránként 15 200 utast szállíthat.

## Fordítás
- Ez a szócikk részben vagy egészben  a   Metroul din Cluj című román Wikipédia-szócikk ezen változatának fordításán alapul.  Az eredeti cikk szerkesztőit annak laptörténete sorolja fel. Ez a jelzés csupán a megfogalmazás eredetét és a szerzői jogokat jelzi, nem szolgál a cikkben szereplő információk forrásmegjelöléseként.